# Saga Nilsson (skidåkare)
Saga Felicia Nilsson, född 30 januari 2002 i Skellefteå, är en svensk längdåkare. Nilsson tävlar för Skellefteå SK och har bland annat tävlat i Ski Classics där hon tillhör långloppsteamet Team Curira, med en åttonde plats som bäst i Klarälvsloppet. Nilsson har också tävlat mycket i Skandinaviska cupen, där hon som bäst kommit på en sextondeplats på tio kilometer i fri teknik.
Hennes debut i världscupen var den 14 februari 2025 i Falun då hon fick ersätta Evelina Crüsell. Nilsson åkte på skateskidor och slutade på 59:e plats av 63 deltagare. Dagen därpå körde hon tjugo kilometer masstart i fri teknik och blev fyrtiofemma i loppet.
I svenska mästerskapen 2025 i Kalix kom hon på tionde plats i tio kilometer klassiskt i fri teknik och individuell start. Nilsson var den bästa åkaren i fältet som inte reguljärt deltar i världscupen i längdåkning.
Nilsson studerar på Längdskidåkningens kompetenscentrum (LKC) i Umeå, där hon även tränar. Hon läser programmet för internationell kris och konflikthantering.